# تئومان
فاضلی تئومان یعقوب اوغلی (به ترکی استانبولی: Fazlı Teoman Yakupoğlu) (۲۰ نوامبر ۱۹۶۷، استانبول، ترکیه) با نام هنری تئومان (به ترکی استانبولی: Teoman) یکی از خوانندگان و ترانه‌سرایان راک محبوب ترکیه‌است.

## آلبوم‌ها
- 2011 - Aşk ve Gurur
- 2010 - Ruhun Sarisin
- İnsanlık Halleri - ۲۰۰۹ (احوال انسانی)
- 2008 - Söz Müzik Teoman
- 2007 - Romantik Sondtrack
- 2007 - Concert (Teoman & Bulent Ortacgil)
- Renkli Rüyalar Oteli - ۲۰۰۶ (هتل رویاهای رنگی)
- 2005 - Balans Ve Manevra
- En güzel Hikayem - ۲۰۰۴ (زیباترین داستانم)
- Teoman (aka Red Album) - ۲۰۰۳ (آلبوم قرمز)
- 2003 - Motosikletli Kız
- Gönülçelen - ۲۰۰۱ (دلربا)
- Onyedi - ۲۰۰۰ (هفده)
- O - ۱۹۹۸ (او)
- Teoman - ۱۹۹۶

## فیلم‌ها
- Filler ve Cimen - ۲۰۰۰
- Bank - ۲۰۰۲
- Mumya Firarda - ۲۰۰۲
- Balans ve Manevra - ۲۰۰۵ (بازیگر، کارگردان، نویسنده، آهنگساز و تهیه‌کننده)
- Romantik - ۲۰۰۷ (بازیگر و آهنگساز)